# Abraham Janssens
Abraham Janssens van Nuyssen (megkülönböztetés miatt van Nuyssen) (Antwerpen, 1567. január 15.. — Antwerpen, 1632. január 25.) flamand festő, a Peter Paul Rubens előtti romanizmus egyik utolsó képviselője.

## Élete, munkássága
Jan Snellinck volt a mestere 1585-ben. 1598-1601 közt utazott Rómába tapasztalatokat gyűjteni. Leginkább Caravaggio művészete hatott rá. Antwerpenbe visszatérve tagja lett a Szent Lukács céhnek. Vallási, mitológiai témájú festményeket és portrékat készített, de legsikerültebbek történelmi jelenetei. A napkeleti bölcsek imádása és Krisztus sírba tétele című képei már előhírnökei Peter Paul Rubens festészetének.
További jeles képei: Vertumnusés Pomona (Berlin), Nap és éj (Bécs), Szatírok meglesik Dianát (Berlin). A Schelde folyam és Antwerpen városa allegóriája (1610, antwerpeni múzeum). Biztos rajzú, finom színezésű képeit igen kedvelték a kortársak. Stílusa édeskésebb, olaszosabb, mint Rubensé. Szent Jeromos és Diana felfedezi Kallisto terhességét című képeit a budapesti Szépművészeti Múzeum őrzi.

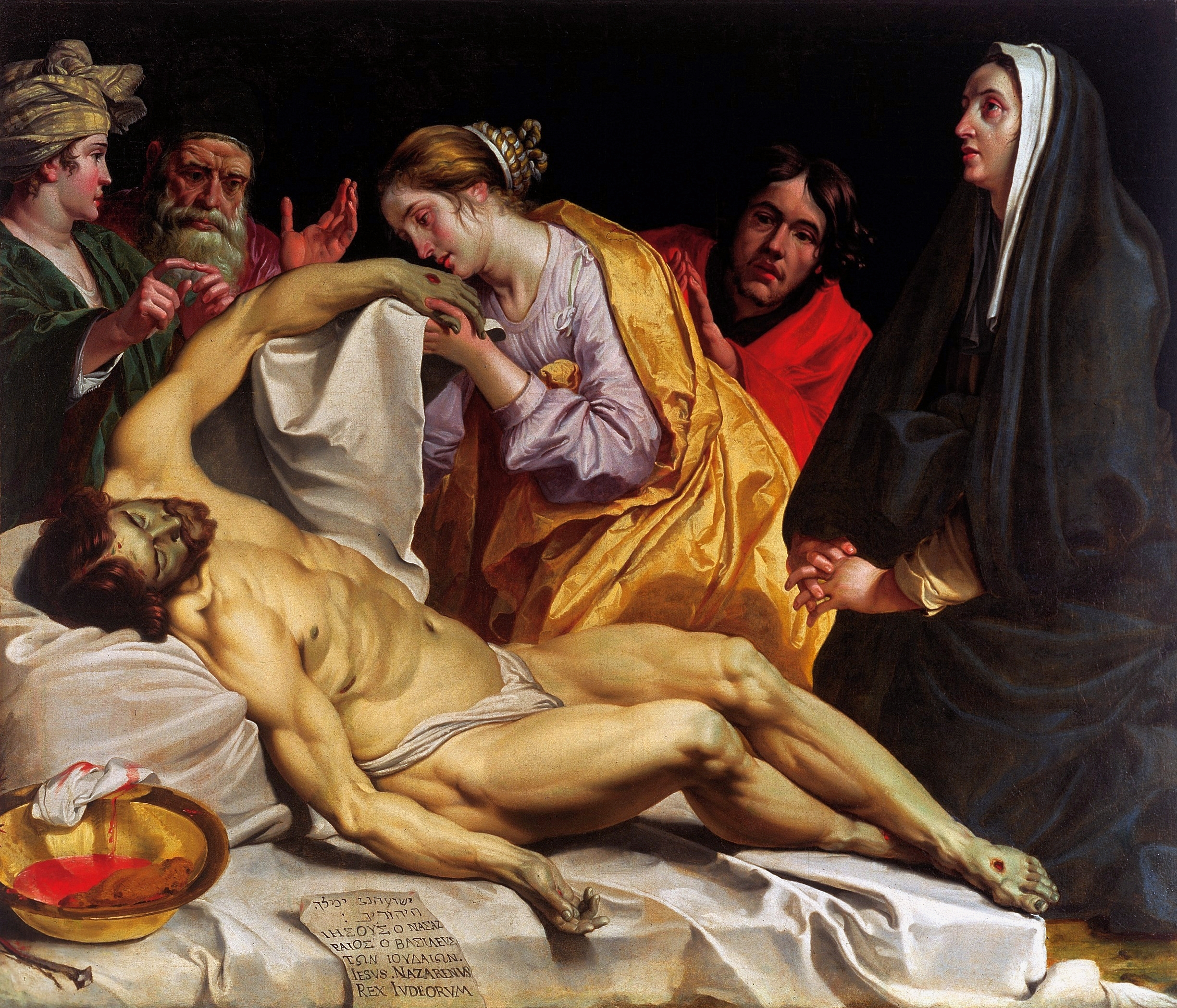
Krisztus sírba tétele
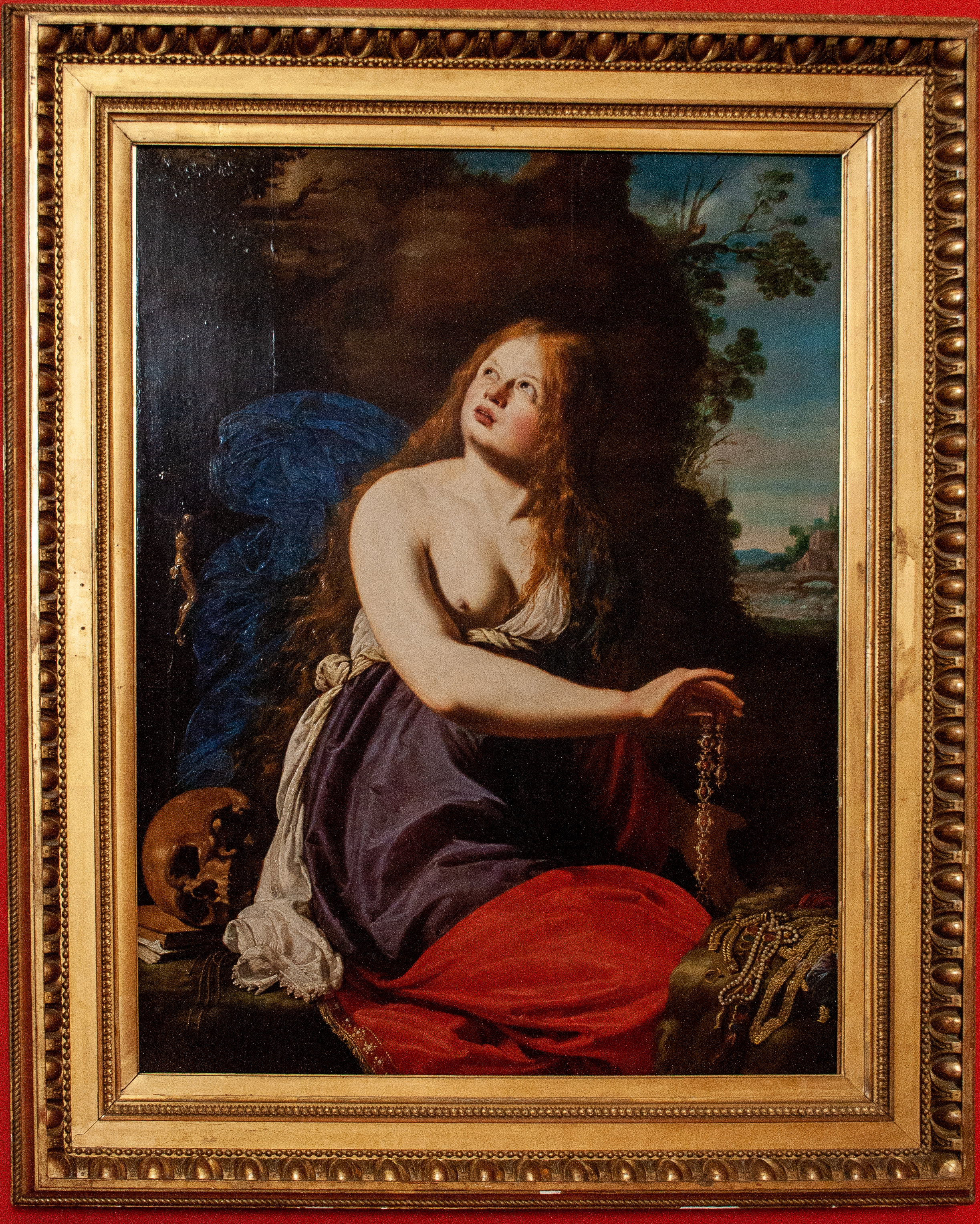
Mária Magdolna lemond a világ örömeiről
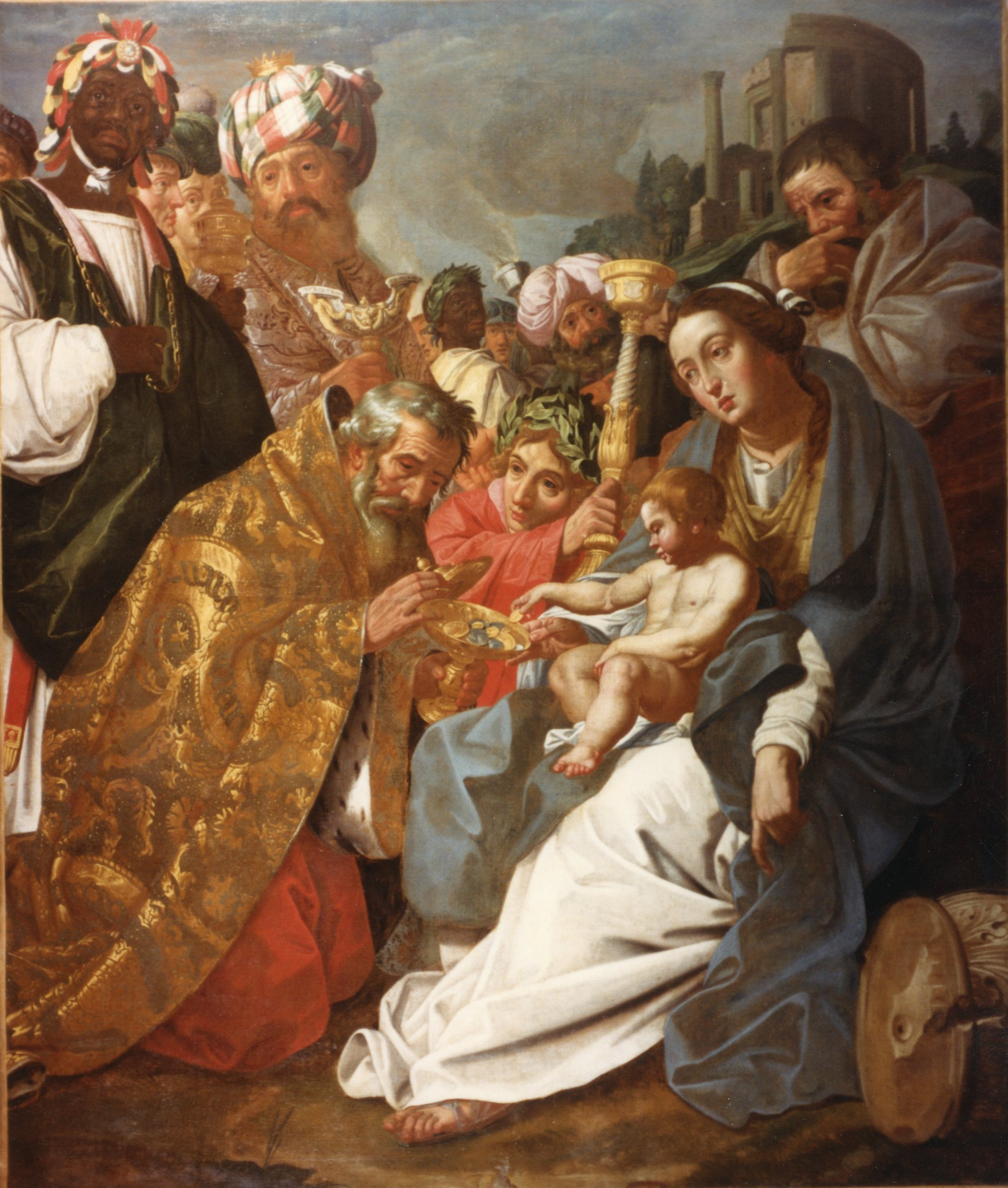
Napkeleti bölcsek imádása